# 大衛·克勞福德 (天文學家)
大衛·克勞福德（David Livingstone Crawford，1931年—）是一位美國天文學家。
克勞福德在芝加哥大學獲得天文學博士的學位，他的科學生涯的大部分都是在亞利桑納州土桑的基特峰國家天文台，並且是國家光學天文台的名譽天文學家。他在1988年與提摩西·杭特共同創辦了國際暗天協會，於2010年獲得普及天文學的柯利弗德·福爾摩斯獎（Clifford W. Holmes Award）。